# Canthocamptus staphylinus
Canthocamptus staphylinus är en kräftdjursart som först beskrevs av Louis Jurine 1820.
Canthocamptus staphylinus ingår i släktet Canthocamptus och familjen Canthocamptidae. Inga underarter finns listade i Catalogue of Life.